# آهنگ (فیلم ۱۹۷۱)
آهنگ (انگلیسی: Melody) یک فیلم است که در سال ۱۹۷۱ منتشر شد. از بازیگران آن می‌توان به جک وایلد اشاره کرد.